# Pseudomma semispinosum
Pseudomma semispinosum är en kräftdjursart som beskrevs av Wang 1998. Pseudomma semispinosum ingår i släktet Pseudomma och familjen Mysidae. Inga underarter finns listade i Catalogue of Life.